# Avant l'Incal
Avant l'Incal est une série de bande dessinée de science-fiction.
- Scénario : Alejandro Jodorowsky
- Dessins et couleurs : Zoran Janjetov

## L'histoire
Dans un futur éloigné et contre utopique, la série raconte la jeunesse de John Difool avant la série L'Incal.
L'histoire se déroule entièrement dans la cité-puits de Terra 2014. On y retrouve quelques factions et personnages de la série mère, dont :
- Les Techno-Technos (une secte de scientifiques)
- Le Préz et ses bossus (le Prez est le chef d'état-dictateur de la planète de JDF)
- Les robfliks
- Le Métabaron y fait une petite apparition

## Les personnages
- John Difool (JDF). Avant l'Incal relate les événements ayant causé son « remodelage mémoriel ». Son caractère évolue au fil des albums : de jeune idéaliste naïf et désabusé, il devient plus mûr, courageux et téméraire au contact de Kolbo-5. Son caractère est à l'opposé de ce qu'il est au début de L'Incal.

- Deepo, la mouette de béton que John Difool a recueillie.

- Le père de JDF, voleur, magouilleur, et inventeur, il apparaît dans Adieu le Père.

- La mère de JDF, prostituée à l'Anneau Rouge.

- Tête d'escargot. Mutant, amant de la mère de JDF et son pourvoyeur en Amourine (une drogue qui fait rejaillir l'amour dans le cœur des consommateurs – l'amour étant un sentiment quasiment inexistant, voire interdit, dans cet univers dystopique, car source de désordre). Il est également le chef de l'Église Neuroémotionnelle, dans le quartier des mutants.

- Kolbo-5. Un ancien robflik de près de 300 ans, il deviendra le maître de JDF et son père adoptif. Il lui fera également connaître les enseignements du Livre.

- Louz de Gara. Jeune aristo qui emploie JDF. Ils tomberont amoureux l'un de l'autre au fil des albums.

- Le Prez. Le président du système, maintes fois cloné et membre de la caste des aristos.

- Cerveau central. Le véritable maître de la cité-puits. Il s'agit d'un gigantesque cerveau qui gère l'ensemble des réseaux de la cité-puits, des robfliks jusqu'à la TV. Le Prez et le techno-pape sont sous ses ordres, et il n'a que peu d'estime pour ces "étrons bio-chiasseux".

Animah, Tanatah, Kill tête-de-chien et le Métabaron apparaissent également mais ne sont pas liés à l'histoire de JDF avant l'Incal.

## Clin d'œil
Dans le premier tome, les auteurs glissent une allusion à L'Étoile mystérieuse : planche 23, case 3, dans la scène de panique, on peut apercevoir un personnage qui ressemble à Phillipulus le prophète. Il dit d'ailleurs « repentissez-vous » et martèle un gong.

## Albums
D'abord publié sous le titre Une aventures de John Difool, le premier volume porte le titre Avant l'Incal - 1re partie. Il sera ensuite retitré Adieu le père. À partir du volume 2, la série est rebaptisée John Difool avant l'Incal, puis, à partir de 2002, Avant l'Incal avec une nouvelle mise en couleur de Valérie Beltran.
- 1 Adieu le père, Les Humanoïdes Associés, Eldorado, octobre 1988
Scénario : Alexandro Jodorowsky - Dessin : Zoran Janjetov - Couleurs : Béatrice Constant
- 2 Détective privé de classe "R", Les Humanoïdes Associés, Eldorado, avril 1990
Scénario : Alexandro Jodorowsky - Dessin : Zoran Janjetov - Couleurs : Florence Breton
- 3 Croot, Les Humanoïdes Associés, septembre 1991
Scénario : Alexandro Jodorowsky - Dessin : Zoran Janjetov - Couleurs : Béatrice Constant
- 4 Anarcopsychotiques, Les Humanoïdes Associés, mai 1992
Scénario : Alexandro Jodorowsky - Dessin : Zoran Janjetov - Couleurs : Ivana Janjetov
- 5 Ouisky, SPV et homéoputes, Les Humanoïdes Associés, mai 1993
Scénario : Alexandro Jodorowsky - Dessin : Zoran Janjetov - Couleurs : Nadine Voillat
- 6 Suicide allée, Les Humanoïdes Associés, mai 1995
Scénario : Alexandro Jodorowsky - Dessin : Zoran Janjetov - Couleurs : Ivana Janjetov

Une édition intégrale a été publiée en 1998, expurgée de toute nudité et d'une scène de viol.

## Publication

### Éditeurs
- Les Humanoïdes Associés (collection « Eldorado ») : tomes 1 et 2 (première édition des tomes 1 et 2). Couleurs de Béatrice Constant puis Florence Breton.
- Les Humanoïdes Associés : tomes 1 à 6 et intégrale (première édition des tomes 3 à 6 et de l'intégrale). Couleurs de Béatrice Constant, Ivana Janjetov et Nadine Voillat.
- Les Humanoïdes Associés : tomes 1 à 6 (réédition avec des nouvelles couleurs). Nouvelles couvertures, nouvelles couleurs, dessins retouchés et censurés[1] par Dan Brown (Studio Beltran).

## Autres séries dansle même univers
- L'Incal
- Après l'Incal
- La Caste des Méta-Barons
- Les Mystères de l'Incal
- Les Technopères
- Megalex